# Merdan Ataýew
Merdan Ataýew (ur. 8 maja 1995 w Aszchabadzie) – turkmeński pływak.

## Kariera
Brał udział w wyścigu na 100 metrów stylem grzbietowym mężczyzn na Letnich Igrzyskach Olimpijskich 2016. W eliminacjach zajął 33. miejsce z czasem 56,34 sekundy i nie zakwalifikował się do półfinału. Podczas ceremonii otwarcia był chorążym reprezentacji Turkmenistanu.
Zakwalifikował się na Letnie Igrzyska Olimpijskie 2020 w Tokio, gdzie następnie brał udział w wyścigach na 100 metrów stylem grzbietowym i 200 metrów stylem klasycznym. Na igrzyskach w Japonii Merdan Ataýew ponownie został wybrany na chorążego reprezentacji Turkmenistanu.

## Najważniejsze osiągnięcia
| Rok  | Zawody                           | Miejsce  | Pozycja | Wyścig                | Czas  |
| ---- | -------------------------------- | -------- | ------- | --------------------- | ----- |
| 2014 | Igrzyska Azjatyckie              | Inczon   | 9       | 50m st. grzbietowym   | 26.31 |
| 2014 | Igrzyska Azjatyckie              | Inczon   | 7       | 100 m st. grzbietowym | 56.63 |
| 2015 | Mistrzostwa Świata               | Kazań    | 45      | 50 m st. grzbietowym  | 26.64 |
| 2015 | Mistrzostwa Świata               | Kazań    | 49      | 100 m st. motylkowym  | 57.57 |
| 2016 | Igrzyska Olimpijskie             | Brazylia | 33      | 100 m st. grzbietowym | 56.34 |
| 2016 | Mistrzostwa Azji                 | Tokio    | 8       | 50 m st. grzbietowym  | 26.00 |
| 2016 | Mistrzostwa Azji                 | Tokio    | 8       | 100 m st. grzbietowym | 55.94 |
| 2017 | Igrzyska solidarności islamskiej | Baku     | 2       | 50 m st. grzbietowym  | 25.82 |
| 2017 | Igrzyska solidarności islamskiej | Baku     | 2       | 100 m st. grzbietowym | 55.44 |
| 2018 | Igrzyska Azjatyckie              | Dżakarta | 8       | 50 m st. grzbietowym  | 25.88 |
| 2018 | Igrzyska Azjatyckie              | Dżakarta | 10      | 100 m st. grzbietowym | 56.20 |
| 2021 | Igrzyska Olimpijskie             | Tokio    | 34      | 100 m st. grzbietowym | 55.24 |